# Валя-Шурій
Валя-Шурій (рум. Valea Șurii) — село у повіті Муреш в Румунії. Входить до складу комуни Валя-Ларге.
Село розташоване на відстані 291 км на північний захід від Бухареста, 40 км на захід від Тиргу-Муреша, 37 км на південний схід від Клуж-Напоки.

## Населення
За даними перепису населення 2002 року у селі проживали 249 осіб, з них 248 осіб (99,6%) румунів. Усі жителі села рідною мовою назвали румунську.